# Geislinger Aufstand
Im Geislinger Aufstand erhoben sich im Jahr 1514 die Einwohner Geislingens an der Steige gegen die Ulmer Herrschaft.

## Ursachen

### Abgaben und Lasten
Über ihr ganzes Gebiet stand der Stadt Ulm landesherrliche Gewalt zu. Diese schloss für gewöhnlich die Gerichts- und Kriegshoheit und das Besteuerungsrecht ein. „Grund- und Zehntherr“ des den Boden bebauenden Landbewohners konnte aber auch jemand anderes sein. Das Ulmer Spital besaß im Ulmer Land viel Grundbesitz. Gült- und Zehntherr waren an anderen Orten der Rat, die Stadt und die Pfarrkirchenbaupflege. Von der Besteuerung, dem Gült und Zehntrecht wurde ausgiebiger Gebrauch gemacht.
Die Untertanen hatten daher unter hohen Lasten aller Art zu leiden. Dazu zählten insbesondere Steuern und Gülten für die Vergabe gewisser Gemeindeämter und Gerechtigkeiten auf bestimmte Häuser, Laudemien oder Gebühren bei Veränderungsfällen (Kauf, Tausch, Erbschaft oder Übergabe), Frucht oder Geldgülten, die Zehntabgabe (großer oder kleiner Zehnten), Blutzehnten von Schwein, Kalb, Füllen, Lamm, von Enten, Gänsen und Hühnern, Noval- oder Neugereuth-, Flachs-, Garten-, Heu-, Öhmdzehnten, Bienenzehnten zu (Weiler ob Helfenstein und Schalkstetten). Am schwerwiegendsten waren jedoch die Frondienste und die grundsätzliche Unfreiheit.
Im Vergleich mit anderen Gebieten waren die Steuersätze mäßig, allerdings erfolgte der Einzug der Steuern nicht nur einmal pro Jahr, sondern so oft es nötig war. Es gab einen großen und kleinen Zehnten. Den großen Zehnten erhob man vor allem mit dem Pflug, den kleinen Zehnten von mit der Hacke bebauten Ländereien, also bspw. von Erbsen, Linsen, Kraut, Rüben, Hanf, Flachs usw. Beim großen Zehnten nahm man von den Winterfrüchten die zehnte Garbe auf dem Acker, vom Hafer den zehnten Haufen. Der kleine Zehnten wurde teils mit der Rute, teils nach Haufen gemessen. Den großen Zehnten hatte in der Regel der eigentliche Zehntherr (Spital, Rat, Pfarrkirche) anzusprechen, den kleinen üblicherweise der Pfarrer.
Die Zehntabgaben waren ihrem Namen darüber hinaus längst untreu geworden, denn sie betrugen oft mehr als ein Zehntel des Ertrages, teilweise bis zu einem Drittel desselben. So mussten zum Beispiel in Bräuningsheim zwei Bauern die Hälfte ihres Obstertrages zehnten. In Türkheim musste die Gemeinde, wenn die Neugereuthacker brach lagen, statt des Zehnten 6 Gulden zahlen. Weitere Steuern waren die Backgerechtigkeit und der Marktzoll.
Die Abgaben wurden zudem teils rücksichtslos eingezogen. Es wurde geklagt über die Härte der den Ernteertrag erhebenden Amtmänner, da diese – wenn überhaupt – nur geringe Rücksicht auf Missernte oder Hagelschlag nahmen. Ebenso stand die Brutalität der Unterbeamten in der Kritik.
Die Frondienste waren ebenfalls hart: Der Bauer tat Dienste mit seiner Mähre durch Spannen oder Fuhrdienste. Der Söldner a. D., der Kleinbauer des Mittelalters, tat Dienste mit seiner Hand. In Süßen zum Beispiel waren fast alle Bauern dienstpflichtig.

### Leibeigenschaft
Am schwersten wurde die Unfreiheit der Person, Leibeigenschaft genannt, empfunden. Der Bauer, das Lasttier der Gesellschaft sollte in der Knechtschaft verharren. Der Leibeigene hatte alljährlich seinem Leibherrn Abgaben (zum Beispiel Leibzins, Leibhühner, Todfall) zu entrichten. Außerdem musste er sich Erbschaftsbeschränkungen, erhöhter Fronpflicht und Beschränkung der Freizügigkeit gefallen lassen.
Es gab eine Lokal- und eine Personalleibeigenschaft. Letztere, welche in alten ulmischen Rechnungen teils als „helfensteinisch“ teils als „werdenbergisch“ bezeichnet wird, bestand in allen Amtsorten mit Ausnahme von Kuchen. Hier herrschte, wie in der Amtsstadt Geislingen, die Lokalleibeigenschaft. Wer in einem der beiden Orte seinen Sitz hatte, war durch den Ort Leibeigen. Er war aber von Lasten frei. Darum leichte Leibeigenschaft. Verzog man an einen anderen Ort der Ulmer Herrschaft, so kam man in die schwere Leibeigenschaft. Dann hatte man den „Leibzins und Todfall“ zu entrichten. Verheiratete sich ein Mann mit „Frauen oder Töchter“ aus den genannten Orten, so musste er sich auch den Herren von Ulm mit Leibeigenschaft ergeben und durfte Leib und Gut nicht verändern.
Im Jahre 1503 trat der Kaiser mit verschiedenen Fürsten des Bundes für einen Geislinger Bürger namens Klaus Stöcklin ein. Der hatte „an den Rat die Bitte gerichtet, seine Kinder als Ulmer Bürger anzunehmen“. Die Bitte wurde jedoch abgelehnt.
Die großen Abgaben, die mannigfachen Dienste und Lasten brachten die Bauern und Bürger zum Aufstand.

## Der Verlauf des Aufstandes

### Verhandlungen
Schon im Jahr 1480 erhoben die Geislinger Untertanen verschiedene Klagen. Und als im Jahre 1511 auf den Branntwein Ungeld gelegt wurde, erneuerte sich die Unzufriedenheit. Im Februar 1512 schickten sie drei Abgeordnete nach Ulm. Diese brachten abermals Klagen vor. Dadurch erregten sie das größte Missfallen des Rates. Dieser stellte ihnen im Wiederholungsfalle die strengsten Maßnahmen in Aussicht.
Das schreckte die Geislinger nicht. Im Jahre 1513 wurde sie wieder in Ulm vorstellig. 5 Vertreter der Geislinger Bürgerschaft wandten sich am 23. Juni an den ortsansässigen Vogt Walter von Hirnheim, an den Pfleger Burkhard Senft und an das Gericht (heute würde man Gemeinderat sagen). Sie äußerten die Bitte ihre Anliegen beim Ulmer Rat zu unterstützen, „die weil eins ehrsamen Rats Sach itzo etwas irr stund“. Die Rädelsführer der Bewegung, die aus Geislingen, Nellingen, Weiler ob Helfenstein und Ettlenschieß kamen, hießen Klaus Jüngling von Ettlenschieß, Jörg Schüblin von Nellingen, Hans Hetzel von Weiler und Lienhard Schöttlin von Geislingen.
Zuerst ließen sie sich vom Vogt und Pfleger beruhigen. Das dauerte aber nicht lange.
Während der Vogt beim Bundestag in Nördlingen war, wandten sie sich unter der Führung von Schöttlin wieder an den Pfleger. Sie erzwangen die Vermittlung des Geislinger Bürgermeisters Lorenz Moerdlin. Auf dessen Veranlassung berief der Pfleger das Gericht. Dieses setzte nach längeren Verhandlungen einen Ausschuss von zwölf Männern ein (so viel, wie von Ulm ernannte Gemeinderichter mit Vogt und Pfleger existierten). Nach der Heimkehr des Vogts formulierten drei vom Gericht und drei von den Zwölfen die Klagen der Untertanen in 26 Artikeln. Eine achtgliedrige Kommission, fünf von den Zwölfen und drei vom Gericht, überreichte dem Rat der Stadt Ulm die Klage.

### Forderungen
In der Klageschrift beschwerten sie sich wegen der Kaufrechte auf die Gnadengüter, über die Härte der Leibeigenschaft und über entzogene Wasser- und Eigentumsrechte. Sie verlangten den Flösgraben in Geislingen bis zum oberen Weiher, den Linsenbach, beide Schüttinnen vor dem oberen und unteren Tor, die man Bollwerke nannte. Alle Zwinger um die Stadt, den Ratzenbühl, den Wald um den Berg zu Helfenstein, dass Burgwieslein unter dem Schloss für die Gemeinde. Ebenso die Briefe, in welchen ihnen von den Grafen von Helfenstein verbürgten Freiheiten standen. Spitalpfleger, Stadtknechte, Büttel, Untertäufer und Eicher, welche von der Gemeinde besoldet würden, sollten nur Geislinger sein, Der Wein für die Wöchnerinnen sollte vom „Ungelde“ befreit sein. Endlich klagten sie noch über die außerordentlich hohen Lasten, „die man in wenig Jahren von ihnen genommen während man andere verschont habe“.
Der Rat der Stadt Ulm beeilte sich nicht mit der Antwort. Das führte zu neuen Unruhen in den Gemeinden. Dies meldete der neue Vogt von Geislingen, Hans Walter von Laubenberg, nach Pfingsten 1514 nach Ulm.

## Das Ende des Aufstandes
Jetzt griff Ulm mit Gewalt ein. In der Zeit vom 22. bis 26. Juli wurde das Schloss Helfenstein „mit Geschütz, Leuten und Proviant versehen.“ Unter dem Hauptmann Heinrich Wick lagen daselbst 460 Knechte.

### Gesprochene Urteile
Die Rädelsführer der Bewegung wurden am 27. und 29. Juli 1514 gefangen genommen und in den Turm nach Ulm gebracht. Dort wurden sie „streng ehrlich und ernstlich“, das heißt mit der Folter befragt. Während der Auseinandersetzung stellte sich der Geislinger Pfarrherr Doktor juris Georg Oswald, Sohn einer angesehenen Ulmer Familie auf die Seite seiner Pfarrkinder. Auch durch die Fürsprache des Blaubeurer Amtes und gewisser Adeliger ließ sich der Rat von Ulm nicht erweichen. In Geislingen wurde eine einwöchige Ausgangssperre verhängt, die erst aufgehoben wurde, nachdem die Geislinger dem Ulmer Rat erneut huldigten und den Leipheimer Eid schworen. Die Geislinger wurden jährlich um 100 bis zur Gesamtsumme von 1400 Gulden bestraft. Am 11. August wurde über die Haupträdelsführer das Urteil gesprochen. Vier wurden aus dem Ulmer Gebiet verbannt:
Jürg Bassler, Claus Jungling aus Ettlenschiess, Jörg Scheblin aus Nellingen und Hans Hetzel aus Weiler haben Urfehde geschworen und dürfen gegen Bezahlung der Atzung und einer Ehrenstrafe zurück.
Dem Tucher Christa Koch wird verboten jemals im Leben Gyseling wieder zu verlassen und er darf nur ein abgebrochen Prett oder Beimesser tragen und zu keiner Zech gehen.
Der Weißgerber Roggenburger wird über den Rhein verbannt.
Schnitzer, Stöcklin und Wäch werden über den Lech verbannt, mit der Auflage, dass sie ein Leben lang, ohn Fürbitt und Gnad nicht mehr herüberkommen.
Über das weitere Schicksal der Verbannten ist nicht viel bekannt. Einer der vier wandte sich mit einer Petition an die schwäbischen Bundesgenossen Ulms, die sich daraufhin beim Ulmer Rat dafür verwendeten, ihm die Rückkehr ins Ulmische zu erlauben, da er an seinem Verbannungsort in großer Armut lebe. Die Antwort des Ulmer Rates ist nicht bekannt.
Bei Lienhard Schöttlin kam der hohe Rat der Stadt Ulm zu dem Beschluss, „dass der zu Geislingen geborene Lienhard Schöttlin auf Grund seines schweren Vergehens gegen die Stadt Ulm mit dem Schwert zu Ende gerichtet wird, bis er kommt vom Leben zum Tode.“
Dies war auch für Ulmer Recht ein schweres Urteil. Nach dem roten Buch der Stadt Ulm wurden nur Gewaltverbrechen, also Totschlag und Notzucht mit dem Tod bestraft. Man genehmigte allerdings ausnahmsweise, dass der Körper in Geislingen seine letzte Ruhestätte findet.

### Ergebnis des Aufstands
Wesentliche Vorteile brachte der Aufstand nicht. Einige unbedeutende Forderungen wurden erfüllt, ansonsten blieb alles beim Alten.

„Im Jahre 1514 haben sich die Geislinger wieder ihrer Herren von Ulm aufgelehnt, indem die Geislinger, um etliche Gerechtigkeit einhielten, aber ihnen mehr nicht, als ein Wasser, das sie vorher nicht gehabt, und das Gras für die Gemeint auf dem Graben gebilligt wurde; da sagte sie, weil man ihnen nichts weitergebe, wollten Sie auch dasjenige nicht annehmen, denn sie hätten einen freien Zug gehabt, so dass sie in Ulm Bürger und zünftig werden könnten. Daher die von Ulm einen Bürgermeister und zwey Herrschaftspfleger und etliche des Rats abgeschickt, und als sie zu Geislingen angekommen, haben die Geislinger denen selben und dem Vogt schwören sollen, dass sie den Herren von Ulm, als ihrer Obrigkeit Gehorsam sein wollen, da dann etliche Geschworenen und etliche nicht. Hierauf haben die Herren von Ulm das Schloss Helfenstein mit Geschütz versehen und besetzt, auch ein Fähnlein Knecht angenommen und hinunter geschickt, welche das Städlein eingenommen, auch zehn Mann gefangen genommen und nach Ulm führen lassen, worunter der Anführer dieser Auflehnung ein Beck gewesen, dem man hiernach zu Ulm das Haupt abgeschlagen und denen anderen das Land verwiesen hat.“